# Pokrytí
Pokrytím množiny {\displaystyle \mathbf {M} } nazýváme takový systém množin {\displaystyle \mathbf {D} }, že {\displaystyle \cup _{\mathbf {X} \in \mathbf {D} }\mathbf {X} \supset \mathbf {M} }.
Jsou-li všechny množiny ze systému {\displaystyle \mathbf {D} } otevřené, pak hovoříme o otevřeném pokrytí. Jestliže je část {\displaystyle \mathbf {D} _{0}} systému {\displaystyle \mathbf {D} } pokrytím množiny {\displaystyle \mathbf {M} }, pak ji nazýváme podpokrytím {\displaystyle \mathbf {M} }.